# Путраджая еПри 2015
Путраджая еПри 2015 (официално име Уай Кепитъл Мениджмънт Путраджая еПри 2015) е второто еПри на Малайзия и втори кръг от сезон 2015/2016 на Формула Е. Провежда се на 7 ноември 2015 г. на пистата Путраджая Стрийт Сиркуит в Путраджая. Състезанието печели Лукас ди Граси пред Сам Бърд и Робин Фрайнс.

## Преди състезателния ден
Както през миналия сезон, така и сега началният час на надпреварата е изместен с два часа напред заради метеорологичната прогноза, която вещае силен дъжд, а двете свободни тренировки по-рано през деня са слети в една.
Два дни преди състезанието става ясно, че Салвадор Дуран напуска Трули ГП, а Ярно Трули, собственик на отбора, не успява да намери друг пилот и решава самият той да седне в болида, въпреки че вече е прекратил състезателната си кариера. Трули обвинява Дуран в неспазване на договора между двете страни. Тъй като Трули ГП пропуска първия старт в Пекин, смяната на пилоти не попада в ограничението за две смени на пилот на един болид в рамките на сезона. Ярно Трули и съотборникът му Витантонио Лиуци обаче така и не успяват да стартират и във втория кръг, тъй като болидите им не издържат задължителния технически преглед преди състезателния ден.

## Свободни тренировки, квалификация, наказания и FanBoost
Най-бързо време в свободната тренировка дава Лоик Дювал (1:20.188) пред Себастиен Буеми и Даниел Абт. Тренировката е прекъсната на три пъти - заради откъснало се рекламно пано, заради разхлабил се и подаващ се доста над бордюра болт и заради авариралия на пистата болид на Жак Вилньов.
В квалификацията за място най-бързи след първата фаза са Буеми, (1:19.821), Стефан Саразен, Дювал, Никола Прост и Антонио Феликс да Коща. В Супер Пол елиминациите отново най-добро време дава Буеми (1:20.196), а единственото разместване в позициите е между да Коща и Прост.
С най-много гласове в гласуването на феновете за FanBoost са Нелсиньо Пикет, Ник Хайдфелд и Оливър Търви.

## Състезание
Стефан Саразен дава тон на последвалото хаотично състезание още преди началото на загряващата обиколка, когато болидът му загасва, а стартът е забавен, докато той е избутан до бокса, откъдето трябва да стартира. Пилотите до десето място на стартовата решетка нямат проблеми в първите метри от състезанието, но стартиралите след тях Верн, Хайдфелд и Вилньов участват в катастрофа, като Верн отпада със счупено окачване, а Хайдфелд се завърта и бива изпреварен от всички след него. В петата обиколка Търви се удря в предпазната стена и на пистата излиза колата на сигурността. Болидите на Рено е.дамс имат проблеми с двигателите, които се изключват и докато в 15-ата обиколка лидерът до този момент Буеми спира за известно време на пистата, от отбора решават да повикат Прост в бокса за смяна на болида няколко обиколки по-рано от предвиденото. Този ход първоначално дава резултат, защото след всички спирания в бокса Прост излиза на първа позиция пред ди Граси, да Коща, Дювал, Д'Амброзио, Фрайнс, Хайдфелд, Бърд, Буеми и Абт. Хайдфелд обаче престоява в бокса по-малко от допустимия минимум време и е наказан с преминаване през бокса и губи позиции. Заради ранната смяна на болида на Прост се налага да пести енергия и е задминат първо от ди Граси и да Коща, а впоследствие и от Д'Амброзио, Фрайнс и Бърд. Болидът на да Коща също загасва на два пъти и пада от второ на 11-о място. В последните четири обиколки настъпват множество размествания в класирането. В 29-ата обиколка намиращият се на втора позиция Дювал чупи амортисьор и малко по-късно отпада. Прост изпуска завой и излиза от пистата, губейки по този начин още няколко места. Фрайнс губи контрол над болида си докато изпреварва бавно движещия се Дювал и закача предпазната стена, при което поврежда задно дясно окачване, но все пак успява да финишира, при това на трето място, благодарение на отпадането в последната обиколка на движещия се на втора позиция Д'Амброзио, който също чупи амортисьор, и се удря в стената. Малко преди това болидът на Буеми отново изгасва и това му коства влизане в зоната на точките, но той все пак прибавя две точки за най-бърза обиколка към трите от спечелената пол позиция. За разлика от него Саразен, който стартира последен от бокса, успява да се пребори за четвъртото място.

## Резултати

### Квалификация
| Поз.      | №  | Пилот                  | Отбор                 | Време    | Разлика | Решетка |
| --------- | -- | ---------------------- | --------------------- | -------- | ------- | ------- |
| 1         | 9  | Себастиен Буеми        | Рено е.дамс           | 1:19.821 |         | 1       |
| 2         | 4  | Стефан Саразен         | Венчъри Формула Е     | 1:20.213 | +0.392  | 21      |
| 3         | 6  | Лоик Дювал             | Драгън Рейсинг        | 1:20.251 | +0.430  | 31      |
| 4         | 8  | Никола Прост           | Рено е.дамс           | 1:20.401 | +0.580  | 51      |
| 5         | 55 | Антонио Феликс да Коща | Тим Агури             | 1:20.414 | +0.593  | 41      |
| 6         | 11 | Лукас ди Граси         | АБТ Шефлер Ауди Спорт | 1:20.449 | +0.628  | 6       |
| 7         | 7  | Жером Д'Амброзио       | Драгън Рейсинг        | 1:20.496 | +0.675  | 7       |
| 8         | 27 | Робин Фрайнс           | Амлин Андрети         | 1:20.546 | +0.725  | 8       |
| 9         | 21 | Бруно Сена             | Махиндра Рейсинг      | 1:20.616 | +0.795  | 9       |
| 10        | 66 | Даниел Абт             | АБТ Шефлер Ауди Спорт | 1:20.679 | +0.858  | 10      |
| 11        | 23 | Ник Хайдфелд           | Махиндра Рейсинг      | 1:20.727 | +0.906  | 11      |
| 12        | 12 | Жак Вилньов            | Венчъри Формула Е     | 1:20.754 | +0.933  | 12      |
| 13        | 25 | Жан-Ерик Верн          | DS Върджин Рейсинг    | 1:20.820 | +0.999  | 13      |
| 14        | 2  | Сам Бърд               | DS Върджин Рейсинг    | 1:20.905 | +1.084  | 14      |
| 15        | 77 | Натанаел Бертон        | Тим Агури             | 1:21.270 | +1.449  | 15      |
| 16        | 1  | Нелсиньо Пикет         | НЕКСТЕВ ТСР           | 1:21.559 | +1.738  | 16      |
| 17        | 88 | Оливър Търви           | НЕКСТЕВ ТСР           | 1:21.611 | +1.790  | 17      |
| 18        | 28 | Симона де Силвестро    | Амлин Андрети         | 1:21.958 | +2.137  | 18      |
| Източник: |    |                        |                       |          |         |         |

Бележки:
- 1 – Мястото на стартовата решетка е определено чрез Супер Пол елиминации.

### Супер Пол
| Поз.      | №  | Пилот                  | Отбор             | Време    | Разлика | Решетка |
| --------- | -- | ---------------------- | ----------------- | -------- | ------- | ------- |
| 1         | 9  | Себастиен Буеми        | Рено е.дамс       | 1:20.196 |         | 1       |
| 2         | 4  | Стефан Саразен         | Венчъри Формула Е | 1:20.639 | +0.443  | 2       |
| 3         | 6  | Лоик Дювал             | Драгън Рейсинг    | 1:20.886 | +0.690  | 3       |
| 4         | 55 | Антонио Феликс да Коща | Тим Агури         | 1:20.975 | +0.779  | 4       |
| 5         | 8  | Никола Прост           | Рено е.дамс       | 1:21.786 | +1.590  | 5       |
| Източник: |    |                        |                   |          |         |         |

### Състезание
| Поз.      | №  | Пилот                  | Отбор                 | Обиколки | Време/Отпадане | Място | Точки |
| --------- | -- | ---------------------- | --------------------- | -------- | -------------- | ----- | ----- |
| 1         | 11 | Лукас ди Граси         | АБТ Шефлер Ауди Спорт | 33       | 50:17.449      | 05    | 25    |
| 2         | 2  | Сам Бърд               | DS Върджин Рейсинг    | 33       | +13.884        | 12    | 18    |
| 3         | 27 | Робин Фрайнс           | Амлин Андрети         | 33       | +29.776        | 05    | 15    |
| 4         | 30 | Стефан Саразен         | Венчъри Формула Е     | 33       | +32.628        | 143   | 12    |
| 5         | 21 | Бруно Сена             | Махиндра Рейсинг      | 33       | +34.404        | 04    | 10    |
| 6         | 55 | Антонио Феликс да Коща | Тим Агури             | 33       | +36.925        | 02    | 8     |
| 7         | 66 | Даниел Абт             | АБТ Шефлер Ауди Спорт | 33       | +37.283        | 03    | 6     |
| 8         | 1  | Нелсиньо Пикет         | НЕКСТЕВ ТСР           | 33       | +40.623        | 08    | 4     |
| 9         | 23 | Ник Хайдфелд           | Махиндра Рейсинг      | 33       | +52.904        | 02    | 2     |
| 10        | 8  | Никола Прост           | Рено е.дамс           | 33       | +53.695        | 05    | 1     |
| 11        | 12 | Жак Вилньов            | Венчъри Формула Е     | 33       | +58.698        | 01    |       |
| 12        | 9  | Себастиен Буеми        | Рено е.дамс           | 33       | +1:07.728      | 11    | 51 2  |
| 13        | 28 | Симона де Силвестро    | Амлин Андрети         | 33       | +1:24.464      | 05    |       |
| 14        | 7  | Жером Д'Амброзио       | Драгън Рейсинг        | 32       | +1 обиколка    | 07    |       |
| 15        | 77 | Натанаел Бертон        | Тим Агури             | 32       | +1 обиколка    | = 0   |       |
| 16        | 6  | Лоик Дювал             | Драгън Рейсинг        | 29       | +4 обиколки    | 13    |       |
| Отп       | 88 | Оливър Търви           | НЕКСТЕВ ТСР           | 4        | Катастрофа     | = 0   |       |
| Отп       | 25 | Жан-Ерик Верн          | DS Върджин Рейсинг    | 0        | Окачване       | 05    |       |
| Източник: |    |                        |                       |          |                |       |       |

Бележки:
- 1 – Три точки за първо място в квалификациите.
- 2 – Две точки за най-бърза обиколка.
- 3 – Стефан Саразен е втори в квалификациите, но стартира от бокса.

## Класиране след състезанието
| Поз | Пилот           | Точки |
| --- | --------------- | ----- |
| 1   | Лукас ди Граси  | 43    |
| 2   | Себастиен Буеми | 35    |
| 3   | Сам Бърд        | 24    |
| 4   | Ник Хайдфелд    | 17    |
| 5   | Робин Фрайнс    | 16    |

| Поз | Конструктор           | Точки |
| --- | --------------------- | ----- |
| 1   | АБТ Шефлер Ауди Спорт | 49    |
| 2   | Рено е.дамс           | 36    |
| 3   | Махиндра Рейсинг      | 27    |
| 4   | DS Върджин Рейсинг    | 24    |
| 5   | Драгън Рейсинг        | 22    |